# 4118 Sveta
4118 Sveta (1982 TH3) là một tiểu hành tinh vành đai chính được phát hiện ngày 15 tháng 10 năm 1982 bởi L. V. Zhuravleva ở Nauchnyj. Nó được đặt theo tên Soviet cosmonaut Svetlana Savitskaya.